# Tezenis
Tezenis (произносится: Тедзе́нис) — итальянская торговая марка, зарегистрированная в 2003 году в Вероне (Италия) и принадлежащая группе Calzedonia, наряду с брендами Intimissimi, Falconeri, Signorvino и Atelier Emé. Характеризуется обширной сетью франшиз по всей Италии. Ассортимент её продукции включает в себя нижнее бельё, домашнюю одежду, лёгкую одежду и купальные костюмы для мужчин, женщин и детей. Бренд ориентирован на более молодых потребителей, чем Intimissimi.

## История
Чулочно-носочная фабрика Tezenis, которая производит бельё и одежду для сна, была основана группой Calzedonia в 1996 году в Валлезе-ди-Оппеано, недалеко от Вероны. Поэтому новое предприятие было запущено в 2003 году как компания-франчайзер с целью осуществлять способ распространения бизнеса, уже используемый для брендов Calzedonia и Intimissimi.
Стратегия продаж и партнёрства позволили Tezenis в течение нескольких лет с момента своего создания проникнуть на рынки Италии и Европы и занять прочную позицию в области нижнего белья и одежды для сна. На сегодняшний день Tezenis представляет собой растущую дистрибьюторскую сеть, которая насчитывает 1730 торговых точек более чем в 18-ти странах (включая Италию).
Завоевать значительную часть рынка способствовало также использование брендом Tezenis, как и всей группой Calzedonia, бренд-коммуникаций, разрабатываемых в рамках обширных медиа-кампаний (рекламные щиты, телевидение, печатная продукция) и выбор лучших фотографов и топ-моделей.
Кроме того, для бренда Tezenis характерны некоторые особенности, обеспечивающие его успех. Прежде всего, это сеть магазинов нижнего белья, которая отличается оригинальностью и является альтернативой другим конкурирующими компаниями. Магазины Tezenis открываются только в тщательно изученных местах, а именно: в исторической части города и в торговых центрах, имеющих престиж и высокую посещаемость. Помещения с минималистской обстановкой, напоминающие стиль лофт, должны быть достаточно просторными, чтобы наилучшим образом приветствовать посетителей и представлять всё разнообразие моделей одежды. Атмосферу в зале делает ещё более гостеприимной звучащая фоном современная музыка.
Ещё одной сильной стороной бренда является его космополитичный, молодёжный и модный профиль. Tezenis предлагает одежду широкого ассортимента с учётом последних тенденций моды и имеет хорошее соотношение цены и качества, в чём особенно заинтересованы молодые покупатели. Модели одежды категорий Basic и Fashion пополняются новыми поступлениями еженедельно. Коллекция Tezenis обновляется четыре раза в год.

## Экономические данные
Финансовые результаты за 2017 год показывают рост продаж и выручки, поддерживаемый международными деловыми партнёрами. Выручка компании выросла до 2,31 млрд в 2016 году, увеличившись на 8,7 % по сравнению с предыдущим годом. Международные продажи составляют 54 % от общего объёма.